# Campeonato de Portugal
Campeonato de Portugal är sedan 2021 den fjärde högsta nivån i herrfotboll i Portugal och administreras av Portugisiska Fotbollsförbundet (Federação Portuguesa de Futebol). Den grundades 2013 som nivå 3, men med etableringen av Liga 3 som den nya tredje divisionen från säsongen 2021-22, blev Campeonato de Portugal nedflyttad till division 4.

## Tävlingens format
Campeonato de Portugal spelas av 56 lag, uppdelade i fyra serier med 14 lag var, som möter varandra två gånger. Vid säsongens slut flyttas de bäst placerade upp till Liga 3 och de sämst placerade ner till Campeonatos Distritais (Distriktsmästerskap).